# Йоан IV Солунски
Йоан IV Солунски (на гръцки: Ἰωάννης Δ΄, ὁ Θεσσαλὸς) е православен духовник от IX - X век, солунски митрополит на Константинополската патриаршия.

## Биография
Йоан е споменат в житието на Теодора Солунска, като епископ на Солун в годната на смъртта на светицата – 892. По-късно се споменава в Надписа на Лъв Хидзилаки от 904 година като „архиепископа на Солун, местния“.